# حير برفة
حير برفة قرية سورية في ناحية جنينة رسلان في منطقة دريكيش التابعة لمحافظة طرطوس.